# Juan de Rojas Hinestrosa
Juan de Rojas Hinestrosa (Cuéllar, h. 1515 - ?) fue un político español en América, perteneciente a una familia de conquistadores, entre los que destacan su padre Manuel de Rojas y Córdova y su tío Gabriel de Rojas y Córdova.

## Biografía
Natural de la villa segoviana de Cuéllar, acompañó a la familia en su viaje a América, figurando como uno de los primeros pobladores de Cuba.
Recuperó los bienes de su padre en San Salvador de Bayamo que dejó cuando marchó a Perú. Fue teniente corregidor de la plaza de La Habana (1550), auxiliar de gobernación y gobernador interino, regidor (1544, 1555 y 1556) y con carácter perpetuo (1560), oficial de la Real Hacienda y tenedor de bienes de difuntos (1556 y 1558), alcalde ordinario de La Habana varias veces y teniente de guerra.
Casó en Cuéllar hacia 1546 con María de Cepero Nieto, hija del capitán Francisco Cepero, alcalde ordinario de La Habana y uno de los pacificadores de la Isla, y de Isabel Nieto. Doña María falleció víctima de un accidente en una fiesta que ella misma había organizado en La Habana, constituyendo su lápida funeraria el primer monumento de la ciudad.